# Тарт, Леверн
Леверн Донахью «Док» Тарт (англ. Levern Donihue "Doc" Tart; 1 июня 1942 года, Марион, Южная Каролина, США — 22 июня 2010 года, Лонг-Бич, штат Нью-Йорк, США) — американский профессиональный баскетболист, выступавший в Американской баскетбольной ассоциации, отыграв четыре из девяти сезонов её существования.

## Ранние годы
Леверн Донахью Тарт родился 1 июня 1942 года в городке Марион (штат Южная Каролина), а затем переехал в город Уэст-Палм-Бич (штат Флорида), там он учился в средней школе Рузвельт, в которой играл за местную баскетбольную команду.